# Bretenoux
Bretenoux – miejscowość i gmina we Francji, w regionie Oksytania, w departamencie Lot, położona nad rzeką Cère.
Według danych na rok 1990 gminę zamieszkiwało 1211 osób, a gęstość zaludnienia wynosiła 213 osób/km² (wśród 3020 gmin regionu Midi-Pireneje Bretenoux plasuje się na 285. miejscu pod względem liczby ludności, natomiast pod względem powierzchni na miejscu 1434.).